# Ribeira Grande (Prainha)
A Ribeira Grande é um curso de água português localizado na freguesia da Prainha, concelho de São Roque do Pico, ilha do Pico, arquipélago dos Açores.
A Ribeira Grande tem origem a uma cota de altitude de cerca de 300 metros numa zona de forte densidade florestal, nas imediações do Cabeço da Cheira e da e do Outeiro do Engenho. A sua bacia hidrográfica procede à drenagem da área florestal onde se insere e particularmente à elevação do Outeiro do Engenho e do Cabeço do Vermelho. 
O seu curso de água que desagua no Oceano Atlântico, fá-lo na costa entre Rocha do Galo e a Areia Vermelha.